# Chiquihuitlán de Benito Juárez
Chiquihuitlán de Benito Juárez là một đô thị thuộc bang Oaxaca, México. Năm 2005, dân số của đô thị này là 2368 người.